# Rantzau
Rantzau è un comune di 332 abitanti dello Schleswig-Holstein, in Germania.
Appartiene al circondario (Kreis) di Plön (targa PLÖ) ed è parte della comunità amministrativa (Amt) di Großer Plöner See. Rantzau si trova a circa 11 km a nord-est di Plön e a 7 km a sud-ovest di Lütjenburg, sulla strada principale 430. Dal 1910 al 1938, Rantzau è stata la stazione ferroviaria della piccola ferrovia Kirchbarkau-Preetz-Lütjenburg.